# Бофур-Дрюваль
Бофу́р-Дрюва́ль (фр. Beaufour-Druval) — коммуна во Франции, находится в регионе Нижняя Нормандия. Департамент коммуны — Кальвадос. Входит в состав кантона Камбреме. Округ коммуны — Лизьё.
Код INSEE коммуны — 14231.

## Население
Население коммуны на 2010 год составляло 433 человека.
| 1962 | 1968 | 1975 | 1982 | 1990 | 1999 | 2010 |
| ---- | ---- | ---- | ---- | ---- | ---- | ---- |
| 314  | 317  | 239  | 293  | 323  | 362  | 433  |

## Экономика
В 2010 году среди 280 человек трудоспособного возраста (15—64 лет) 206 были экономически активными, 74 — неактивными (показатель активности — 73,6 %, в 1999 году было 75,3 %). Из 206 активных жителей работали 193 человека (109 мужчин и 84 женщины), безработных было 13 (6 мужчин и 7 женщин). Среди 74 неактивных 20 человек были учениками или студентами, 36 — пенсионерами, 18 были неактивными по другим причинам.